# Râul Suha Mică
Râul Suha Mică este un curs de apă, afluent al râului Moldova. 

## Hărți
- Harta județului Suceava
- Harta Munceii Neamțului - Munții Stânișoarei